# ناس (سوره)
ناس صد و چهاردهمین و آخرین سورهٔ قرآن است و شش آیه دارد. معنی واژهٔ «ناس» در زبان فارسی، «مردم» است. بر اساس روایت‌های سنتی مسلمانان، نُه روایت این سوره را مکی دانسته، اما سه روایت هم خبر از مدنی بودن آن داده‌اند. سورهٔ ناس در جزء سی‌ام قرآن قرار دارد و بر اساس باور سنتیِ ترتیب نزول مشخص‌شده توسط محمدهادی معرفت، بیست‌ویکمین سورهٔ نازل‌شده بر محمد، پیامبر اسلام، است که پیش از توحید و پس از فلق نازل شده‌است. این سوره و فلق، سورهٔ صد و سیزدهم قرآن، «مُعَوِّذَتَیْن» و «مُشَقْشِقَتَان» نامیده شده‌اند. سورهٔ ناس در کنار کافرون، توحید و فلق، یکی از سوره‌های چَهارقُل (چارقُل) است. 
بر اساس اعتقادات مومنینِ مسلمان، یکی از نظرات دربارهٔ شأن نزول این سوره، تذکر به محمد نسبت به پناه‌بردن به پروردگارش از «شر وسوسه‌گر نهانی» است. همچنین در تفسیر الدُّر المَنْثور نوشتهٔ جلال‌الدین سیوطی، مفسر اهل سنت، آمده که شأن نزول این سوره، جادو شدن پیامبر اسلام توسط فردی یهودی بوده و دو سورهٔ معوذتین برای بی‌اثر شدن این جادو نازل شده‌اند. با وجود نیامدن این روایت در مصحف‌های تمام محدثان به‌سبب مصونیت محمد از سحر و جادو که در آیات هشت و نه سورهٔ فرقان به آن اشاره شده، محمدحسین طباطبایی، مفسر شیعه، در المیزان این اشکال را رد کرده و معنی «سحر» در آیات سورهٔ فرقان را «بی‌عقل و دیوانه» بودن دانسته که با مریضی جسمی بر اثر این سحر تفاوت دارد.
روایات متفاوتی از محدثان شیعه در فضیلت قرائت این سوره آمده‌است. از جملهٔ این روایات، بهبودی محمد بر اثر خواندن سوره‌های معوذتین و قبولی نماز وِتْر با خواندن این دو سوره و سورهٔ توحید است. همچنین در تفسیر کشاف از جارالله زمخشری، محدث سنی معتزلی، آمده که این دو سوره، محبوب‌ترین سوره‌ها نزد خدا هستند و خواندنشان مثل خواندن تمام کتاب‌های پیامبران الهی است. 
با وجود حضور این سوره، سورهٔ فلق و سورهٔ فاتحه در مصحف عثمان، آمده که عبدالله بن مسعود در مصحف خود از آوردن این سوره‌ها امتناع کرده و آن‌ها را جزء قرآن به‌حساب نیاورده‌است؛ چرا که این سوره‌ها به‌عنوان وسیله‌ای برای حِرز پیامبر نازل شده‌اند. با این وجود، این ادعا در چندین روایت و تفسیر شیعه و سنی رد شده‌است. برای مثال، در الدر المنثور آمده که مُعاذ بن جَبَل خواندن این دو سوره توسط محمد در نماز را شنیده و در تفسیر المیزان آمده که محمد باقر به نقل از پدرش حذف این دو سوره را وارد ندانسته‌است.

## نام‌ها
ناس در زبان عربی به معنی «مردم» است. مرتضی مطهری در کتاب آشنایی با قرآن، معنای واژهٔ «ناس» را «عموم مردم» دانسته و تعبیر آن را به «تودهٔ مردم» (افرادی از طبقهٔ محروم) نادرست دانسته‌است.
در کتاب قاموس قرآن اثر علی‌اکبر قرشی، آمده که اصل واژهٔ «ناس»، «أناس» بوده که به‌علت وجود الف و لام تعریف، همزهٔ ابتدایی از آن حذف شده و لام تعریف هم در حرف «ن» ادغام شده‌است. وی همچنین به نقل از راغب اصفهانی آورده که معنی ناس، گاهی مجازاً به معنای «فضلا» است؛ چرا که در این موارد، «ناس» به مفهوم انسانیت اشاره می‌کند. قرشی بیان کرده که با توجه به آیهٔ آخر سورهٔ ناس و تقابل میان جن و انسان در این آیه، واژهٔ «ناس» نمی‌تواند بر جن اطلاق شود.
سورهٔ ناس و فلق نام «مُشَقْشِقَتَان» را هم بر خود دارند. مُشَقْشِقْ (مفرد مشقشقتان) به معنی خطیب ماهر و دارای صوت قوی است. این دو سوره همچنین «مُعَوِّذَتَیْن» نام گرفته‌اند. از آن‌جا که سورهٔ ناس دومین سوره از معوذتین است، به آن «مُعَوِّذَةُ الثّانیَة»، به‌معنای مُعَوِّذَهٔ دوم، هم گفته می‌شود.

## زمان بیان و موضوع سوره
به شکل عام، در بررسی و تحلیل سیرِ زمانی پیدایش و شکل‌گیری قرآن، و به شکل خاص در مورد سورهٔ ناس، دو دیدگاه کلی وجود دارد: نخست بر اساس سنتی که چند قرن پس از درگذشت محمد شکل‌گرفته، یعنی سنتِ متاخرِ «اسبابِ نزول» که به دنبال ارتباط بین متن مورد نظر با زندگی محمد است، نزدِ مومنینِ مسلمان، این سوره متعلق باید متعلق به یکی از بخش‌های زندگی محمد، یعنی در مکه یا مدینه باشد. گروه دیگر که تاریخ‌نگاران هستند، نگاهی ناظر بر متن دارند و به دنبال فهمِ خودِ متنِ قرآن و سوره‌های آن، از جمله «ناس» هستند.

### دیدگاه اسلام شناسان غربی
فرضیات زیادی در مورد زمان شکل‌گیری این سوره توسط تاریخ‌نگاران و پژوهشگران موجود است، به ویژه زمانی که ترتیب سوره‌های در نسخۀ پایانی قرآن، بر اساس بلندترین سوره به کوتاه‌ترین آن است، این نظم در مورد نخستین سوره و چند سوره پایانی رعایت نشده است. بسیاری این دو سوره پایانی (مُعَوِّذَتَیْن) را در ارتباط با سوره نخستینِ قرآن، یعنی فاتحه بررسی کرده‌اند که در آنها یک دعا به صورت اول شخصِ مفرد خدا را خطاب قرار می‌دهد. از نظر نُینکیخشِن، احتمالا معقول‌ترین فرضیه، آنچه است که نُیویرث، نلدکه و شوالی بررسی کرده‌اند؛ یعنی دو سوره پایانی (مُعَوِّذَتَیْن)، همچون «نوعی از انجامه(colophon)» با هدف جلوگیری از هتک حرمت قرآن هستند. در مورد واژه «قُل» در آغاز این سوره، بسیاری از پژوهشگران بر این نظر هستند که در سوره‌های فلق و ناس، این واژه حالتی از نیایش و دعا را منعکس می‌کند. گیوم دی بر این نظر است که واژه «قل» که معنای «بر من نازل شده» را می‌دهد، توسط کاتبان و تحریرگران قرآن به هدف نشان دادن قرآن به عنوان کلامی که از خداوند نازل شده، اضافه شده‌است. مفسران سنتی واژه التزامی «قُل» را خطاب به محمد در نظر گرفته‌اند. در مقابل، بنا به نظر نُینکیخشِن، در پنج سوره‌ای خاص که به این صورت آغاز می‌شوند، یعنی سوره‌های جن، کافرون، توحید، فلق و ناس، به هیچ عنوان محمد به شکل واضح مورد خطاب نیست.

### دیدگاه مومنین مسلمان
بر اساس باورِ سنتی مسلمانان، متن این سوره، همچون دیگر سوره‌ها، بر روایت‌های متاخر در ارتباط با سنت «اسبابِ نزول» فهمیده می‌شود. در این روایات، بر سر مَکّی و مَدَنی بودن سورهٔ ناس اختلاف وجود دارد. در میان مفسران شیعه، سید محمدحسین طباطبایی، مفسر شیعه، در المیزان و شیخ طبرسی در مَجْمَع‌ُالْبَیان آن را مدنی برشمرده‌اند؛ اما ناصر مکارم شیرازی، مفسر شیعه، در تفسیر نمونه آن را مکی گفته‌است. جلال‌الدین محلی از مفسران سنی در تفسیر جَلالَیْن و زمخشری در تفسیر کَشّاف هم آن را مکی دانسته، اما احتمال مدنی‌بودنش را نیز داده‌اند. به‌طور کلی، سه روایت سوره‌های ناس و فلق را مدنی و نه روایت آن را مکی دانسته‌اند. از روایات دینی چنین به نظر می‌رسد که ناس و فلق با هم نازل شده باشند. بر اساس ترتیب نزول مشخص‌شده توسط محمدهادی معرفت، سورهٔ ناس بیست‌ویکمین سورهٔ نازل‌شده بر پیامبر اسلام است.
شأن نزول این سوره برای تذکر به پیامبر اسلام نسبت به پناه‌بردن به پروردگارش از «شر وسوسه‌گر نهانی» است و پیام این آیه در درجه اول خطاب به وی، و پس از آن خطاب به تمام انسان‌ها است. واژه «قُل» (بگو) ابتدای آیه اول هم نشانه دیگری از موردخطاب قرارگرفتن محمد است.
در اَلدُّرُّ الْمَنْثور نوشتهٔ جلال‌الدین سیوطی، مفسر اهل سنت، آمده که مردی یهودی محمد را جادو کرد و وی بیمار شد. جَبرَئیل بر او نازل شد و دو سورهٔ معوذتین را برایش آورد و او را از سحرشدن توسط فردی یهودی، که سحرش در یک چاه بود، آگاه کرد. علی بن ابی‌طالب به‌دنبال سحر رفت و آن را نزد محمد آورد. سپس در هنگام بازکردن هر گره، علی بن ابی‌طالب یک آیه از دو سوره را می‌خواند و با پایان دو سوره، محمد چنان از جا برخاست که انگار پابندی از پایش بازشده‌باشد. این روایت در مصحف‌های تمام محدثان نیامده‌است؛ چون محمد به استناد آیات ۸ و ۹ سورهٔ فرقان از سحر و جادو که مصونیت دارد. اما محمدحسین طباطبایی این اشکال را رد کرده و معنی «سحر» در آیات سورهٔ فرقان را «بی‌عقل و دیوانه» بودن دانسته‌است که با مریضی جسمی بر اثر سحر تفاوت دارد. از دیگر اشکالات واردشده به این روایت، اضطراب آن است؛ به این معنی که متن روایت در نقل‌قول‌های مختلف، تغییر کرده و هر بار شرایط متفاوتی داشته‌است. همچنین اشکالی تاریخی به این روایت وارد است: محمد اولین بار در مدینه با یهودیان روبه‌رو شد درحالی‌که سورهٔ ناس در مکه و پیش از آن نازل شده‌است.

## محتوا و ساختار سوره
محتوای این سوره از جهاتی مشابه سورهٔ فلق است؛ چرا که هر دو سوره اشاره به پناه‌بردن به خدا از بدی‌ها و «شَرّ» دارند، با این تفاوت که سورهٔ فلق روی انواع «شر» تمرکز دارد و سوره ناس به «شر وسوسه‌گر نهانی» اشاره می‌کند.
سه آیهٔ ابتدایی سوره، به سه وجه پروردگاری (رَبوبیت)، حاکمیت (مالکیت) و خدایی (الوهیت) الله اشاره می‌کنند.
سید موسی صدر، مفسر شیعه، سورهٔ ناس را پرتوافکن بر حقیقت جن دانسته و اجنه را به دو دستهٔ مؤمن و مشرک تقسیم کرده‌است.
به‌گفتهٔ سید محمود طالقانی، مفسر شیعه، از حیث آواشناسی تکرار دو حرف «ن» و «س» در این سوره و برخورد آن دو، نشان‌دهندهٔ برخورد نیروهای خیر و شر در نفس انسان است؛ چرا که حرف «س» و توالی آن در زبان عربی، نشانی از «شر» است. حرف «ن» هم در زبان عربی نمادی از «خیر» است.
ساختار درختی محتوای این سوره نیز چنین است:
|  |  |  |  |  |  |  |  |  |  |  |  |  |  |                                                      |                                                      |                                                      |                                                      |                                                      |                                                      |  |  |                                                     |                                                     |                                                     |                                                     |                                                     |                                                     |  |  |                                             |                                             |                                             |                                             |                                             |                                             | پناه‌بردن به خدا از شر وسوسه‌های شیطانی |  |  |  |  |  |  |  |  |  |                                     |                                     |                                     |                                     |                                     |                                     |  |  |                                         |                                         |                                         |                                         |                                         |                                         |  |  |                                          |                                          |                                          |                                          |                                          |                                          |  |  |  |  |  |  |  |  |  |  |  |  |  |  |  |  |  |  |  |  |  |  |  |  |  |  |  |  |  |  |
|  |  |  |  |  |  |  |  |  |  |  |  |  |  |                                                      |                                                      |                                                      |                                                      |                                                      |                                                      |  |  |                                                     |                                                     |                                                     |                                                     |                                                     |                                                     |  |  |                                             |                                             |                                             |                                             |                                             |                                             |                                       |  |  |  |  |  |  |  |  |  |                                     |                                     |                                     |                                     |                                     |                                     |  |  |                                         |                                         |                                         |                                         |                                         |                                         |  |  |                                          |                                          |                                          |                                          |                                          |                                          |  |  |  |  |  |  |  |  |  |  |  |  |  |  |  |  |  |  |  |  |  |  |  |  |  |  |  |  |  |  |
|  |  |  |  |  |  |  |  |  |  |  |  |  |  |                                                      |                                                      |                                                      |                                                      |                                                      |                                                      |  |  |                                                     |                                                     |                                                     |                                                     |                                                     |                                                     |  |  |                                             |                                             |                                             |                                             |                                             |                                             |                                       |  |  |  |  |  |  |  |  |  |                                     |                                     |                                     |                                     |                                     |                                     |  |  |                                         |                                         |                                         |                                         |                                         |                                         |  |  |                                          |                                          |                                          |                                          |                                          |                                          |  |  |  |  |  |  |  |  |  |  |  |  |  |  |  |  |  |  |  |  |  |  |  |  |  |  |  |  |  |  |
|  |  |  |  |  |  |  |  |  |  |  |  |  |  |                                                      |                                                      |                                                      |                                                      |                                                      |                                                      |  |  | نکته دوم: آیه ۴-۶ ویژگی‌های وسوسه‌گران،               | نکته دوم: آیه ۴-۶ ویژگی‌های وسوسه‌گران،               | نکته دوم: آیه ۴-۶ ویژگی‌های وسوسه‌گران،               | نکته دوم: آیه ۴-۶ ویژگی‌های وسوسه‌گران،               | نکته دوم: آیه ۴-۶ ویژگی‌های وسوسه‌گران،               | نکته دوم: آیه ۴-۶ ویژگی‌های وسوسه‌گران،               |  |  |                                             |                                             |                                             |                                             |                                             |                                             |                                       |  |  |  |  |  |  |  |  |  |                                     |                                     |                                     |                                     |                                     |                                     |  |  | نکته اول: آیه ۱–۳ دلایل پناه‌بردن به خدا | نکته اول: آیه ۱–۳ دلایل پناه‌بردن به خدا | نکته اول: آیه ۱–۳ دلایل پناه‌بردن به خدا | نکته اول: آیه ۱–۳ دلایل پناه‌بردن به خدا | نکته اول: آیه ۱–۳ دلایل پناه‌بردن به خدا | نکته اول: آیه ۱–۳ دلایل پناه‌بردن به خدا |  |  |                                          |                                          |                                          |                                          |                                          |                                          |  |  |  |  |  |  |  |  |  |  |  |  |  |  |  |  |  |  |  |  |  |  |  |  |  |  |  |  |  |  |
|  |  |  |  |  |  |  |  |  |  |  |  |  |  |                                                      |                                                      |                                                      |                                                      |                                                      |                                                      |  |  | نکته دوم: آیه ۴-۶ ویژگی‌های وسوسه‌گران،               | نکته دوم: آیه ۴-۶ ویژگی‌های وسوسه‌گران،               | نکته دوم: آیه ۴-۶ ویژگی‌های وسوسه‌گران،               | نکته دوم: آیه ۴-۶ ویژگی‌های وسوسه‌گران،               | نکته دوم: آیه ۴-۶ ویژگی‌های وسوسه‌گران،               | نکته دوم: آیه ۴-۶ ویژگی‌های وسوسه‌گران،               |  |  |                                             |                                             |                                             |                                             |                                             |                                             |                                       |  |  |  |  |  |  |  |  |  |                                     |                                     |                                     |                                     |                                     |                                     |  |  | نکته اول: آیه ۱–۳ دلایل پناه‌بردن به خدا | نکته اول: آیه ۱–۳ دلایل پناه‌بردن به خدا | نکته اول: آیه ۱–۳ دلایل پناه‌بردن به خدا | نکته اول: آیه ۱–۳ دلایل پناه‌بردن به خدا | نکته اول: آیه ۱–۳ دلایل پناه‌بردن به خدا | نکته اول: آیه ۱–۳ دلایل پناه‌بردن به خدا |  |  |                                          |                                          |                                          |                                          |                                          |                                          |  |  |  |  |  |  |  |  |  |  |  |  |  |  |  |  |  |  |  |  |  |  |  |  |  |  |  |  |  |  |
|  |  |  |  |  |  |  |  |  |  |  |  |  |  |                                                      |                                                      |                                                      |                                                      |                                                      |                                                      |  |  |                                                     |                                                     |                                                     |                                                     |                                                     |                                                     |  |  |                                             |                                             |                                             |                                             |                                             |                                             |                                       |  |  |  |  |  |  |  |  |  |                                     |                                     |                                     |                                     |                                     |                                     |  |  |                                         |                                         |                                         |                                         |                                         |                                         |  |  |                                          |                                          |                                          |                                          |                                          |                                          |  |  |  |  |  |  |  |  |  |  |  |  |  |  |  |  |  |  |  |  |  |  |  |  |  |  |  |  |  |  |
|  |  |  |  |  |  |  |  |  |  |  |  |  |  | ویژگی سوم: آیه ۶ وسوسه‌گران از دو گروه جن و انس هستند | ویژگی سوم: آیه ۶ وسوسه‌گران از دو گروه جن و انس هستند | ویژگی سوم: آیه ۶ وسوسه‌گران از دو گروه جن و انس هستند | ویژگی سوم: آیه ۶ وسوسه‌گران از دو گروه جن و انس هستند | ویژگی سوم: آیه ۶ وسوسه‌گران از دو گروه جن و انس هستند | ویژگی سوم: آیه ۶ وسوسه‌گران از دو گروه جن و انس هستند |  |  | ویژگی دوم: آیه ۵ وسوسه‌گران در دل انسان وسوسه می‌کنند | ویژگی دوم: آیه ۵ وسوسه‌گران در دل انسان وسوسه می‌کنند | ویژگی دوم: آیه ۵ وسوسه‌گران در دل انسان وسوسه می‌کنند | ویژگی دوم: آیه ۵ وسوسه‌گران در دل انسان وسوسه می‌کنند | ویژگی دوم: آیه ۵ وسوسه‌گران در دل انسان وسوسه می‌کنند | ویژگی دوم: آیه ۵ وسوسه‌گران در دل انسان وسوسه می‌کنند |  |  | ویژگی اول: آیه ۴ وسوسه‌گران همیشه در کمین‌اند | ویژگی اول: آیه ۴ وسوسه‌گران همیشه در کمین‌اند | ویژگی اول: آیه ۴ وسوسه‌گران همیشه در کمین‌اند | ویژگی اول: آیه ۴ وسوسه‌گران همیشه در کمین‌اند | ویژگی اول: آیه ۴ وسوسه‌گران همیشه در کمین‌اند | ویژگی اول: آیه ۴ وسوسه‌گران همیشه در کمین‌اند |                                       |  |  |  |  |  |  |  |  |  | دلیل سوم: آیه ۳ خدا معبود انسان‌هاست | دلیل سوم: آیه ۳ خدا معبود انسان‌هاست | دلیل سوم: آیه ۳ خدا معبود انسان‌هاست | دلیل سوم: آیه ۳ خدا معبود انسان‌هاست | دلیل سوم: آیه ۳ خدا معبود انسان‌هاست | دلیل سوم: آیه ۳ خدا معبود انسان‌هاست |  |  | دلیل دوم: آیه ۲ خدا فرمانروای انسان‌هاست | دلیل دوم: آیه ۲ خدا فرمانروای انسان‌هاست | دلیل دوم: آیه ۲ خدا فرمانروای انسان‌هاست | دلیل دوم: آیه ۲ خدا فرمانروای انسان‌هاست | دلیل دوم: آیه ۲ خدا فرمانروای انسان‌هاست | دلیل دوم: آیه ۲ خدا فرمانروای انسان‌هاست |  |  | دلیل اول: آیه ۱ خدا پرورش‌دهنده انسان‌هاست | دلیل اول: آیه ۱ خدا پرورش‌دهنده انسان‌هاست | دلیل اول: آیه ۱ خدا پرورش‌دهنده انسان‌هاست | دلیل اول: آیه ۱ خدا پرورش‌دهنده انسان‌هاست | دلیل اول: آیه ۱ خدا پرورش‌دهنده انسان‌هاست | دلیل اول: آیه ۱ خدا پرورش‌دهنده انسان‌هاست |  |  |  |  |  |  |  |  |  |  |  |  |  |  |  |  |  |  |  |  |  |  |  |  |  |  |  |  |  |  |

## تفسیر

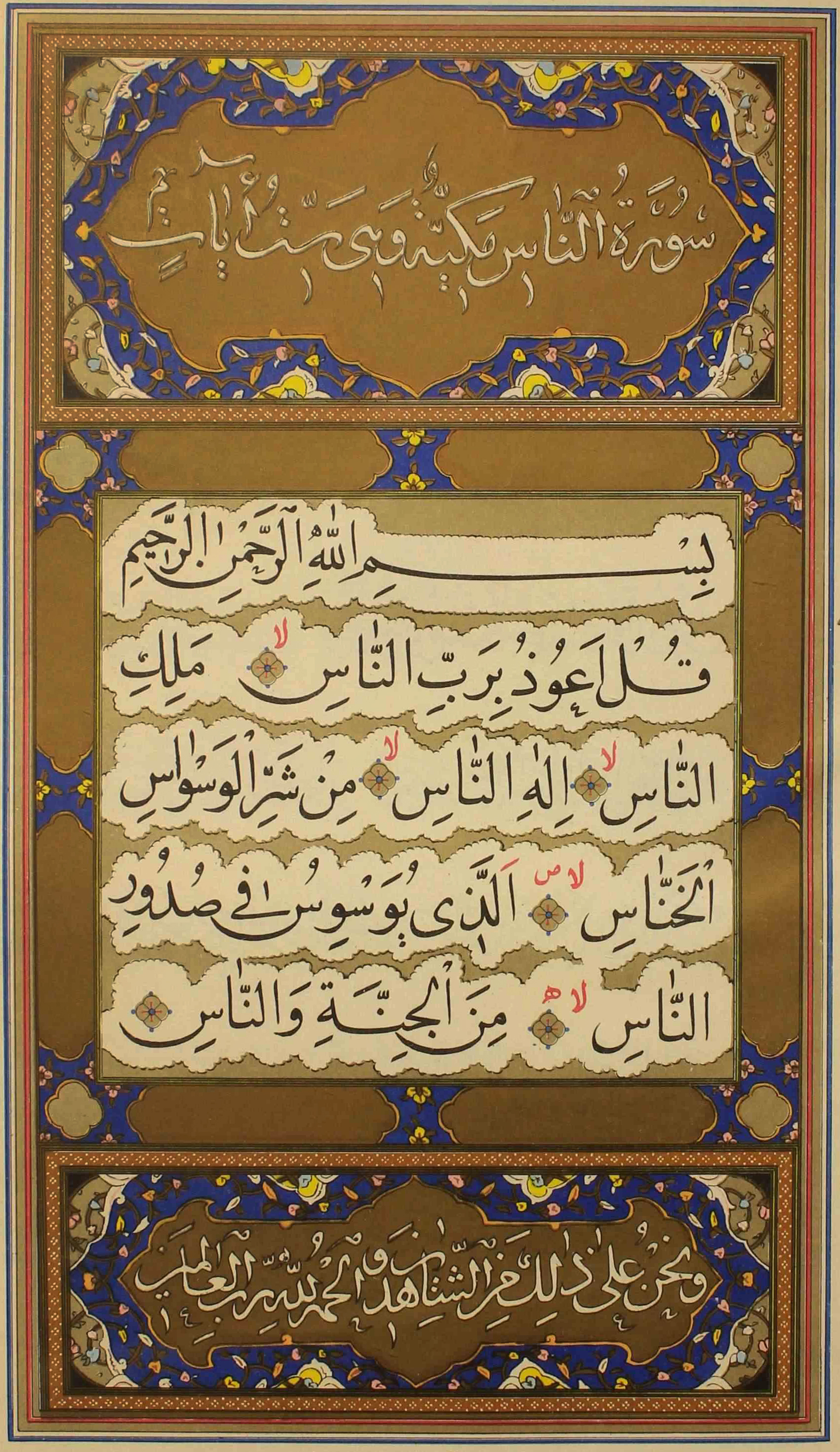
قرآن اثرِ میرزا احمد نیریزی؛ کتابت: ۱۱۱۷ ه‍. ق، اواخر دورهٔ صفوی؛ نگاه‌داری‌شده درکتابخانهٔ کاخ گلستان. در این مصحف، سورهٔ ناس مکی دانسته شده‌است.

### سه آیه ابتدایی
طبق تفاسیر شیعه، شامل تفسیر نمونه، تفسیر المیزان و تفسیر تبیان، در آیهٔ اول، به پناه‌بردن به خدا اشاره شده که در درجهٔ اول خطابی به محمد و سپس نسبت به تمام مردم است. ابتدای آیه اول، پناه بردن به «پروردگار مردم» مطرح شده‌است. در تفسیر نمونه آمده که منظور از این پناه‌بردن، تنها گفتن ذکری از روی زبان نیست؛ بلکه شخص باید در اعمالش هم پناه‌بردن به معبود را نشان دهد. در تفسیر المیزان و تفسیر القرآن العظیم از ابن‌کثیر، مفسر اهل حدیث، چنین آمده که آمدن سه عبارت «رَبِّ النّاس»، «مَلِکِ النّاس» و «إلَهِ النّاس» در سوره، نشانه‌ای از پناهنده‌شدن انسان و تمایل او به موجود قدرتمند و توانا در هنگام ضعف و ناتوانی است. از بین این سه مورد، «إلَهِ النّاس» مستقیماً نیاز به یک معبود را مطرح می‌کند. آیه اول سوره (قُلْ أَعُوذُ بِرَبِّ ٱلنَّاسِ) در واقع دستوری به محمد، پیامبر اسلام، برای پناه‌بردن به الله است؛ از آن‌جا که بر اساس محتوای سوره ناس و آیاتی در دیگر سوره‌ها، الله پروردگار، پادشاه و معبود مردم است. در تفسیر المیزان آمده که ترتیب این سه آیه به دلیل نزدیکی هر یک از این صفات به ذات انسان دارای اهمیت است؛ این تفسیر همچنین اشاره کرده که نیامدن حرف «و» میان سه آیه و تکرار سه‌بارهٔ کلمهٔ «ناس» به دلیل امکان استقلال هر یک از سه صفت، و در پی آن، هر یک از سه آیه، است.
در تفسیر کشاف از جارالله زمخشری، محدث سنی معتزلی، آمده که فرمانروایی (مالکیت) و خدایی (الوهیت)، لزوماً به همراه یکدیگر نمی‌آیند و دو صفت متفاوت هستند؛ و این که آمدن این صفت‌ها نشان‌دهندهٔ حقیقی‌بودن و توانا بودن خداست. بنا به این تفسیر، این آیات به معنی این هستند که تنها موجود مستحق پرستش و پادشاه حقیقی، الله است.
به گزارش فخر رازی، مفسر سنی اشعری، در جامع العلوم، آوردن چندبارهٔ «الناس» در این سوره تکرار نیست؛ بلکه هر بار به اشخاص متفاوتی اشاره دارد: النّاس اول به جنین‌ها اشاره دارد که تحت تربیت خدا هستند، النّاس دوم به کودکانی اشاره می‌کند که خدا آنان را نیرومند می‌کند، منظور از النّاس سوم جوانان بالغ است که خدا را عبادت می‌کنند و مقصود از النّاس چهارم، دانشمندان است که شیطان برای گمراه‌کردنشان نیازمند وسوسهٔ آنان است.

### وسواس خناس
راغب اصفهانی، لغت‌شناس و مفسر اهل سنت، در مُفْرَدات راغب دربارهٔ معنی واژه «وسواس» بیان کرده که معنی اصلی آن، صدای آهسته‌ای است که از به‌هم‌خوردن زینت‌آلات ایجاد می‌شود. بعد از این معنی، «وَسْواس» به هر زمزمه آهسته، و سپس به افکار بد و نامطلوب انسان، که شبیه زمزمه آهسته در گوش است، اطلاق شده‌است. در خصوص «خَنّاس» هم آمده که معنی جمع‌شدن و عقب‌رفتن می‌دهد. ارتباط این واژه با «وسواس» در مفهوم عقب‌نشینی شیاطین هنگام آمدن نام الله است.
تفسیر نمونه با درنظرگرفتن معنی این دو واژه، مفهوم آیه چهارم سوره را «بگو من از شرّ وسوسه‌گر شیطان‌صفتی که از نام خدا می‌گریزد و پنهان می‌گردد، به خدا پناه می‌برم» بیان کرده‌است. بر اساس معنی و مفهوم دو واژه، ترکیب «الوَسواسِ الخَنَّاس» به افکار نامطلوبی اشاره می‌کند که از «شَیاطین» سرچشمه گرفته و با آمیختن حق و باطل، قصد وسوسه انسان را داشته‌باشد.<refتفسیر نمونه،  ۵۰۸.</ref> علی بن ابی‌طالب در خطبه ۵۰ نهج‌البلاغه به موضوع مشابهی اشاره می‌کند و می‌گوید: «پاره‌ای از حق و پاره‌ای از باطل فراهم شده و درهم‌آمیخته می‌شود؛ در این هنگام شیطان بر دوستانش مسلط می‌شود و آنان که لطف حق شاملشان شده نجات می‌یابند.»
سید موسی صدر وسوسه را به دو نوع «خیال و تفکرات» و «سست‌کردن اراده» تقسیم کرده‌است. خیال و تفکرات شامل هوس‌ها و طمع‌هاست، که برخلاف دستورهای خدا در اسلام است و دستهٔ دوم هم وسوسه‌های ترک دستورها و اعمال مشکل در اسلام و لذت‌طلبی را شامل می‌شوند.

### وسوسه‌گران
دو آیهٔ انتهایی سوره اشاره می‌کند که وسوسه‌گران فقط محدود به گروهی خاص نبوده و می‌توانند از جن یا انسان باشند و امکان پراکندگی آنان میان مردم هم وجود دارد. در آیهٔ ۱۱۲ سوره انعام هم به شیاطینی از جن و انسان اشاره شده که همراه با این آیه، اشاره به شیطانی‌بودن برخی انسان‌ها دارد. محمد بن جریر طبری، مفسر سنی اهل حدیث، هم با استناد به آیهٔ ۶ سوره جن و عبارت «رِجَالٍ مِنَ الْجِنّ» (به‌معنای «مردانی از [جنس] جن») بیان کرده که واژهٔ «ناس» منحصر به مردم نبوده و به جن هم اطلاق می‌شود. این آیات همچنین با آیهٔ ۱۱۲ سورهٔ انعام ارتباط دارند؛ معنی بخش ابتدایی این آیه «اینچنین در برابر هر پیامبری، دشمنی از شیاطین انس و جنّ قرار دادیم؛ آنها به‌طور سری (و درگوشی) سخنان فریبنده و بی‌اساس (برای اغفال مردم) به یکدیگر می‌گفتند» است که مستقیماً به دو آیهٔ پایانی سورهٔ ناس مربوط می‌شود.

## در احادیث اسلامی
در حدیثی از محمد، پیامبر اسلام، دربارهٔ سوره‌های کوتاه قرآن آمده: «هر چیز را چکیده‌ای است و چکیده [و مغز] قرآن، سوره‌های مفصل‌اند». «سوره‌های مفصل» به‌معنی سوره‌های پایانی و کوتاه قرآن، از جمله سورهٔ ناس، است.
در تفسیر القرآن العَظیم اثر ابن کثیر، محدث سنی اهل حدیث، آمده که صَفیَّه، همسر محمد، شبی برای دیدار با پیامبر اسلام به مسجد رفته و پیامبر در راه بازگشت به خانه، او را همراهی کرده‌است. در راه، دو مرد مسلمان انصاری از کنار آن‌ها گذشته و به پیامبر سلام می‌کنند و سپس وی به آن دو هشدار داده و اعلام می‌کند که همراهش صفیه است. با تأیید دو مرد، محمد ادامه می‌دهد: «همانا شیطان در وجود پسر آدم مانند خون جریان دارد و من از آن ترسیدم که وسوسه‌ای در دل‌های شما بیفکند.» این روایت، اشاره‌ای به آیهٔ پنجم این سوره دارد.
ابن کثیر گزارش داده‌است که سعید بن جُبَیر به نقل از عبدالله بن عباس گفته‌است: «شیطان در قلب پسر آدم نشسته‌است؛ پس هرگاه او حواس‌پرت و غافل شود وسوسه کرده و هرگاه خدا را یاد کند پنهان می‌شود.»

### فضیلت قرائت
به‌گزارش طبرسی، محدث شیعه، در تفسیر مجمع‌البیان، در یکی از احادیث اسلامی آمده که محمد «شدیداً بیمار شد، «جَبرَئیل» و «میکائیل» نزد او آمدند، جبرئیل نزد سر پیامبر نشست و میکائیل نزد پای او، جبرئیل سوره فلق را تلاوت کرد، و پیغمبر را با آن در پناه خدا قرار داد، و میکائیل سوره «قُلْ أَعُوذُ بِرَبِّ النَّاس» را.»
در روایت دیگری که در تفسیر مجمع‌البیان از محمد باقر، امام پنجم شیعه، نقل شده، آمده «هر کسی که در نماز وِتْر «معوذتین» و «قُلْ هُوَ اللَّهُ أَحَد» را بخواند، به او گفته می‌شود: ای بندهٔ خدا! بشارت باد بر تو که خداوند نماز وتر تو را قبول کرده!»
به‌گزارش طبرسی در مجمع‌البیان، از پیامبر اسلام روایت شده که هرکس دو سورهٔ فلق و ناس را بخواند، مثل این است که تمام کتاب‌های پیامبران الهی را خوانده باشد. در تفسیر کشاف از جارالله زمخشری، آمده که محمد این دو سوره را «محبوب‌ترین سوره‌ها» نزد خدا گفته و نیز این که هیچ سوره‌ای مثل این دو نازل نشده‌است.
در مجمع‌البیان آمده که ابی‌خدیجه از حسین بن علی نقل کرده که «جبرئیل در حالی که پیامبر اسلام، محمد، مشغول دادخواهی یا ناله بود، ارواح پلید را به‌وسیله قُلْ أَعُوذُ بِرَبِّ النَّاس [سورهٔ ناس] و قُلْ أَعُوذُ بِرَبِّ الْفَلَق [سورهٔ فلق] و قُلْ هُوَ اللَّهُ أَحَد [سورهٔ توحید] دور کرد و سپس گفت: به نام خدا ارواح پلید را از او دور می‌سازم و خدا شفا می‌دهد تو را از هر دردی که تو را اذیت کند بگیر آن را که بر تو گوارا باشد.»

## اختلاف بر سر حضور در قرآن
در زمان گردآوری قرآن در زمان عثمان بن عفان، خلیفه سوم، با وجود آمدن سورهٔ ناس در بسیاری از مصحف‌ها، روایت شده که عبدالله بن مسعود در مصحف خود از آوردن سوره‌های معوذتین و فاتحه امتناع کرده و آن‌ها را جزء قرآن به‌حساب نیاورده و در این خصوص گفته‌است: «چرا چیزی که در کتاب خدا نیست را به آن می‌افزایید؟» وی اعتقاد داشت که این دو سوره نه به‌عنوان بخشی از قرآن، بلکه به‌عنوان وسیله‌ای برای حِرز پیامبر نازل شده‌اند. در الدر المنثور گفته شده که وی از خواندن این دو سوره به‌عنوان بخشی از قرآن هم امتناع کرده‌است. در کتب مختلف اسلامی، نقدهایی به این ادعا وارد شده‌است. در الدر المنثور، اثر سیوطی مفسر اهل سنت، به نقل از معاذ بن جبل، یکی از صحابهٔ محمد، گفته شده که وی خواندن این سوره توسط پیامبر اسلام در نماز را شنیده‌است. در تفسیر المیزان آمده که هنگامی که از محمد باقر دربارهٔ دلیل حذف این سوره‌ها توسط ابن مسعود پرسیده‌اند، وی به نقل از علی بن حسین، امام چهارم شیعه، این کار را نظر شخصی ابن مسعود دانسته و این دو سوره را جزئی از قرآن به‌شمار آورده‌است.

## در فرهنگ اسلامی
سورهٔ ناس، در کنار کافرون، توحید و فلق، یکی از سوره‌های چهارقُل (چارقُل) است. عبارت چهارقل به چهار سوره از قرآن که با فعل امر «قُل» آغاز می‌شوند اشاره دارد.
در فرهنگ اسلامی، سوره‌های معوذتین به عنوان تَعویذ و حِرز شناخته شده و به آن‌ها و دیگر آیات قرآن که به عنوان حرز و تعویذ استفاده می‌شوند، قَوارِع قرآن هم گفته می‌شود. دلیل این نام‌گذاری، این است که این‌گونه آیات شیطان را «می‌کوبد» و پیشامدهای ترسناک را دفع می‌کند. پیامبر اسلام هم خواندن این دو سوره را بهترین تعویذ دانسته‌است.

## تجزیه و ترکیب
| شماره آیه | متن آیه                  | تجزیه و ترکیب |
| ۱         | قُلْ أَعُوذُ بِرَبِّ النَّاسِ        | قُلْ فعل امر و ضمیر «انت» مستتر فاعل آن أَعُوذُ فعل مضارع و ضمیر «انا» مستتر فاعل آن بِرَبِّ النَّاسِ جار و محرور و مضاف و مضاف‌الیه و متعلق به «اعوذ» أَعُوذُ بِرَبِّ النَّاسِ محلا منصوب و مقول قول «قل» است قُلْ أَعُوذُ بِرَبِّ النَّاسِ محلی از اعراب ندارد و ابتدائیه است. |
| ۲         | مَلِكِ النَّاسِ                | مَلِكِ النَّاسِ مضاف و مضاف‌الیه و صفت یا بدل از رَبِّ النَّاسِ در آیه اول |
| ۳         | إِلَهِ النَّاسِ                | إِلَهِ النَّاسِ مضاف و مضاف‌الیه و صفت یا بدل از رَبِّ النَّاسِ در آیه اول |
| ۴         | مِنْ شَرِّ الْوَسْوَاسِ الْخَنَّاسِ     | مِنْ شَرِّ الْوَسْوَاسِ جارو مجرور و مضاف و مضاف‎الیه و متعلق به «اعوذ» در آیه اول الْخَنَّاسِ صفت «الوسواس» است. |
| ۵         | الَّذِي يُوَسْوِسُ فِي صُدُورِ النَّاسِ | الَّذِي موصوله و در محل جر و صفت دوم «الوسواس» در آیه چهارم يُوَسْوِسُ فعل مضارع و ضمیر«هو» مستتر فاعل آن فِي صُدُورِ النَّاسِ جار و مجرور و مضاف و مضاف‌الیه و متعلق به «یوسوس» يُوَسْوِسُ فِي صُدُورِ النَّاسِ جمله صله است برای «الذی» (عائد صله فاعل «یوسوس» است)     |
| ۶         | مِنَ الْجِنَّةِ وَ النَّاسِ         | مِنَ الْجِنَّةِ جار و مجرور و متعلق به عامل مقدر و حال از فاعل «یوسوس» در آیه پنجم وَ حرف عطف است النَّاسِ عطف بر «الْجِنَّةِ» است. |

## بلاغت
اضافه‌ای که در أَعُوذُ بِرَبِّ النَّاسِ وجود دارد بیان‌کننده معنی تشریف و تکریم است. اضافه شدن رَبِّ به النَّاسِ برای بیان پناه بردن و استعاذه مردم به خداوند است، همانطور که اگر به عبدی حمله‌ای صورت گیرد، او نیز به مولایش پناه می‌برد. رَبِّ النَّاسِ، مَلِكِ النَّاسِ و إِلَهِ النَّاسِ به صورت تکرار اسم آمده است و باعث افزایش معنی تکریم می‌شود. این تکرار موجب فهماندن شرافت انسان نیز است. در بین دو کلمه، الْجِنَّةِ  و النَّاسِ آرایه ادبی «طباق» و در بین کلمه الْوَسْوَاسِ  و فعل يُوَسْوِسُ  «جناس اشتقاق» وجود دارد.

## یادداشت
1. ↑  أَوْ يُلْقَىٰ إِلَيْهِ كَنزٌ أَوْ تَكُونُ لَهُ جَنَّةٌ يَأْكُلُ مِنْهَا ۚ وَقَالَ الظَّالِمُونَ إِن تَتَّبِعُونَ إِلَّا رَجُلًا مَّسْحُورًا
2. ↑  انظُرْ كَيْفَ ضَرَبُوا لَكَ الْأَمْثَالَ فَضَلُّوا فَلَا يَسْتَطِيعُونَ سَبِيلًا
3. ↑  وَلکِنْ یُؤْخَذُ مِنْ هذا ضِغْثٌ، وَ مِنْ هذا ضِغْثٌ فَیُمْزَجانِ، فَهُنالِکَ یَسْتَوْلِی الشَّیْطانُ عَلی اَوْلِیائِهِ، وَ یَنْجُو الَّذینَ سَبَقَتْ لَهُمْ مِنَ اللّهِ الْحُسْنی.
4. ↑  شَیَاطِینَ الْإِنْسِ وَالْجِنِّ
5. ↑  أن لکل شیءٍ لباباً و لباب القرآن سور المفصل
6. ↑  باسم اللَّه ارقیک و اللَّه یشفیک من کل داء یوذیک خذها فلتهنیک